# سی جی آدامز
کمرون جان "سی جِی" آدامز  (به انگلیسی: Cameron John "CJ" Adams) یک بازیگر نوجوان اهل ایالات متحده آمریکا است. او فعالیت خود در زمینهٔ بازیگری را با فیلم دَن در زندگی واقعی آغاز کرد و بیشتر به خاطر نقش آفرینی در فیلم‌های زندگی عجیب تیموتی گیرین و گودزیلا (فیلم ۲۰۱۴) شناخته شده است.

## زندگی حرفه‌ای
سی جِی آدامز در ششم آوریل سال ۲۰۰۰ میلادی در رود آیلند، در ایالات متحدهٔ آمریکا زاده شد.
پدر او «مت آدامز»، نویسنده، مربی گلف و مجری یک برنامهٔ رادیویی است.
سی جی برای اولین بار در فیلم زندگی عجیب تیموتی گیرین به عنوان نقش اصلی حضور پیدا کرد؛ ولی او در واقع فعالیت خود در زمینهٔ بازیگری را چند سال قبل از آن در فیلم دَن در زندگی واقعی آغاز کرد.
سی جی خود دربارهٔ نحوهٔ بازیگر شدنش این طور توضیح می‌دهد:
«یک روز داشتم تلویزیون می‌دیدم و آگهی مربوط به انتخاب بازیگران فرعی (برای فیلم دَن در زندگی واقعی) پخش شد. برادرم از من پرسید:((میخوای برای فیلم تست بدی؟)) و من گفتم:((نه!)) بعدش پرسید:((میخوای توی دی وی دی ها باشی؟)) من گفتم:((میخوام توی دی وی دی ها باشم؟! آره!)) بنابراین تست دادم و برای فیلم انتخاب شدم. چند سال بعد همان کارگردان برای فیلم بعدیش (زندگی عجیب تیموتی گرین) تست می‌گرفت ؛ من دوباره شانسم رو امتحان کردم و موفق شدم.»
پس از حضور در فیلم زندگی عجیب تیموتی گیرین ، سی جی برای ایفای نقش در فیلم تلویزیونی در برابر حیات وحش انتخاب شد. او هم چنین در فیلم گودزیلا در نقش نوجوانی شخصیت اصلی بازی کرد. در طول این مدت او در سه قسمت از مجموعهٔ تلویزیونی شیکاگو فایر به ایفای نقش پرداخت.
در سال ۲۰۱۵ دو فیلم سینمایی که سی جی در آن حضور دارد ، به نام‌های توجه ویژه و خانهٔ درختی ، اکران خواهند شد.

## زندگی شخصی
سی جِی قصد دارد در آینده فعالیت خود در بازیگری را ادامه دهد. بزرگترین هدف او در زندگی کمک به دیگران و در درجهٔ بعدی مطرح شدن به عنوان یک بازیگر است.
سی جی بازی فوتبال را بسیار دوست دارد و خود او بازیکن ماهری است. جالب این جاست که در فیلم زندگی عجیب تیموتی گیرین او باید وانمود می‌کرد که اصلاً فوتبال بلد نیست. او هم چنین به ورزش‌های آبی مثل شنا علاقهٔ زیادی دارد.
نقشی که سی جی دوست دارد بازی کند، نقش یکی از شخصیت کتاب‌های مصور ، یعنی کاپیتان آمریکا یا کاپیتان آمریکای جوان میباشد. یکی از فیلم‌های مورد علاقهٔ او، فیلم انتقام جویان است. او هم چنین به شخصیت مرد آهنی علاقهٔ زیادی دارد و بازیگر نقش این شخصیت در فیلم‌های سینمایی، یعنی رابرت داونی جونیور را به عنوان یکی از کسانی که دوست دارد در آینده در کنار او به ایفای نقش بپردازد، معرفی می‌کند.
یکی از کتاب‌های محبوب او، کتاب ماجراهای تام سایر و سبک موسیقی مورد علاقهٔ او، سبک پاپ است.
سی جی در مدرسه به درس‌های ریاضی و علوم و تربیت بدنی بیش از سایر دروس علاقه دارد.
او از بازی‌های ویدئویی و وقت گذراندن با دوستانش نیز بسیار لذت می‌برد و سعی می‌کند در اولین روز اکران فیلم‌هایی که در آن به ایفای نقش پرداخته است، به همراه دوستانش به سینما برود و فیلم را تماشا کند.

## فیلم‌شناسی
| سال       | عنوان فارسی             | عنوان اصلی                    | در نقش             | توضیحات                                                    |
| --------- | ----------------------- | ----------------------------- | ------------------ | ---------------------------------------------------------- |
| ۲۰۰۷      | دَن در زندگی واقعی       | Dan in Real Life              | الیوت بِرنز         | فیلم سینمایی                                               |
| ۲۰۱۲      | زندگی عجیب تیموتی گیرین | The Odd Life of Timothy Green | تیموتی گرین        | فیلم سینمایی                                               |
| ۲۰۱۳      | در برابر حیات وحش       | Against the Wild              | زَک وِید             | فیلم تلویزیونی                                             |
| ۲۰۱۳-۲۰۱۴ | شیکاگو فایر             | Chicago Fire                  | نیتن مارکز         | مجموعهٔ تلویزیونی- حضور در سه قسمت: فصل ۲، قسمت ۶ و ۱۰ و ۱۴ |
| ۲۰۱۴      | گودزیلا                 | Godzilla                      | نوجوانی فورد برودی | فیلم سینمایی                                               |
| ۲۰۱۵      | توجه ویژه               | Intensive Care                | تی جِی              | فیلم سینمایی                                               |
| ۲۰۱۵      | خانهٔ درختی              | The Tree House                | مت بارنز           | فیلم سینمایی                                               |

## جوایز
سی جِی تاکنون موفق به دریافت دو جایزهٔ سینمایی شده است.
| سال  | برای نقش آفرینی در      | عنوان جایزه                      | رشتهٔ                                                           | نتیجه  |
| ---- | ----------------------- | -------------------------------- | -------------------------------------------------------------- | ------ |
| ۲۰۱۲ | زندگی عجیب تیموتی گیرین | جوایز جامعه منتقدان فینکس فیلم   | بهترین نقش آفرینی در نقش شخصیت اصلی یا مکمل مرد                | نامزدی |
| ۲۰۱۳ | زندگی عجیب تیموتی گیرین | جوایز هنرمند جوان                | بهترین نقش آفرینی در یک فیلم سینمایی-بازیگر مرد ده ساله و کمتر | برنده  |
| ۲۰۱۳ | زندگی عجیب تیموتی گیرین | جایزه ساترن                      | بهترین نقش آفرینی توسط بازیگر مرد یا زن جوان                   | نامزدی |
| ۲۰۱۳ | در برابر حیات وحش       | فستیوال فیلم بین‌المللی رود آیلند | عنوان جایزه: کریستال ایمِیج                                     | برنده  |